# Runensteine von Grinda
Die Runensteine von Grinda (Kat.-Nr. Sö 165 und 166) stehen bei Grinda in der Nähe von Spelvik, zwischen Runtuna und Aspa an der Straße 223 in Södermanland in Schweden. Sie stammen aus der Wikingerzeit, etwa von 990 bis 1020 n. Chr. Direkt neben den beiden Steinen befinden sich zwei nur undeutlich erkennbare Schiffssetzungen von etwa 11,0 und 19,0 m Länge.
Die benachbarten Runensteine berichten von Fahrten der Wikinger ins Byzantinische Reich, nach England und Norddeutschland. 

## Stein Sö 165
Der Stein Sö 165 besteht aus Granit. Er ist keiner der etwa 30 Waräger-Runensteine, da Hedin nicht im Ausland starb. Er ist 1,5 m hoch und 0,8 m breit. Die Runen sind zwischen 7 und 10 cm hoch und mit roter Farbe nachgemalt.
Der im Schlangenband stehende Text, den vermutlich eine Frau für ihren Mann errichtete, lautet: „Guthrun errichtete den Stein für Hedin, war Sohn von Sven. Er war in Griechenland, teilte Gold. Christus, hilf den Seelen (Geistern des oder der) Christen“.

## Stein Sö 166
Auch der zweite Stein besteht aus Granit, er ist einer der 30 „England-Runensteine“ mit 1,7 m Höhe und 1,15 m br (N-S) etwas größer. Die Runen sind ebenfalls zwischen 7 und 10 cm hoch und mit roter Farbe nachgemalt. Der Stein wurde mehrfach neu aufgestellt, zuletzt 1970 und 1984. Er zählt als einer der England-Runensteine, obwohl der Tod des Mannes nicht in England lokalisiert wird. Das Gleiche gilt für U 539, wo Sveinn bereits auf der Reise nach England in Jütland starb. 
Der Text dieses Runensteines, der in der Mitte ein Kreuz zeigt, lautet: „Grjutgarth (und) Aeinrithi, die Söhne, machten (das Denkmal) für ihren kühnen Vater. Guthver war westwärts in England, teilte Tribut (d. h. Anteile am „Dänengeld“), griff in Norddeutschland (Saxland) mannhaft Burgen an.“

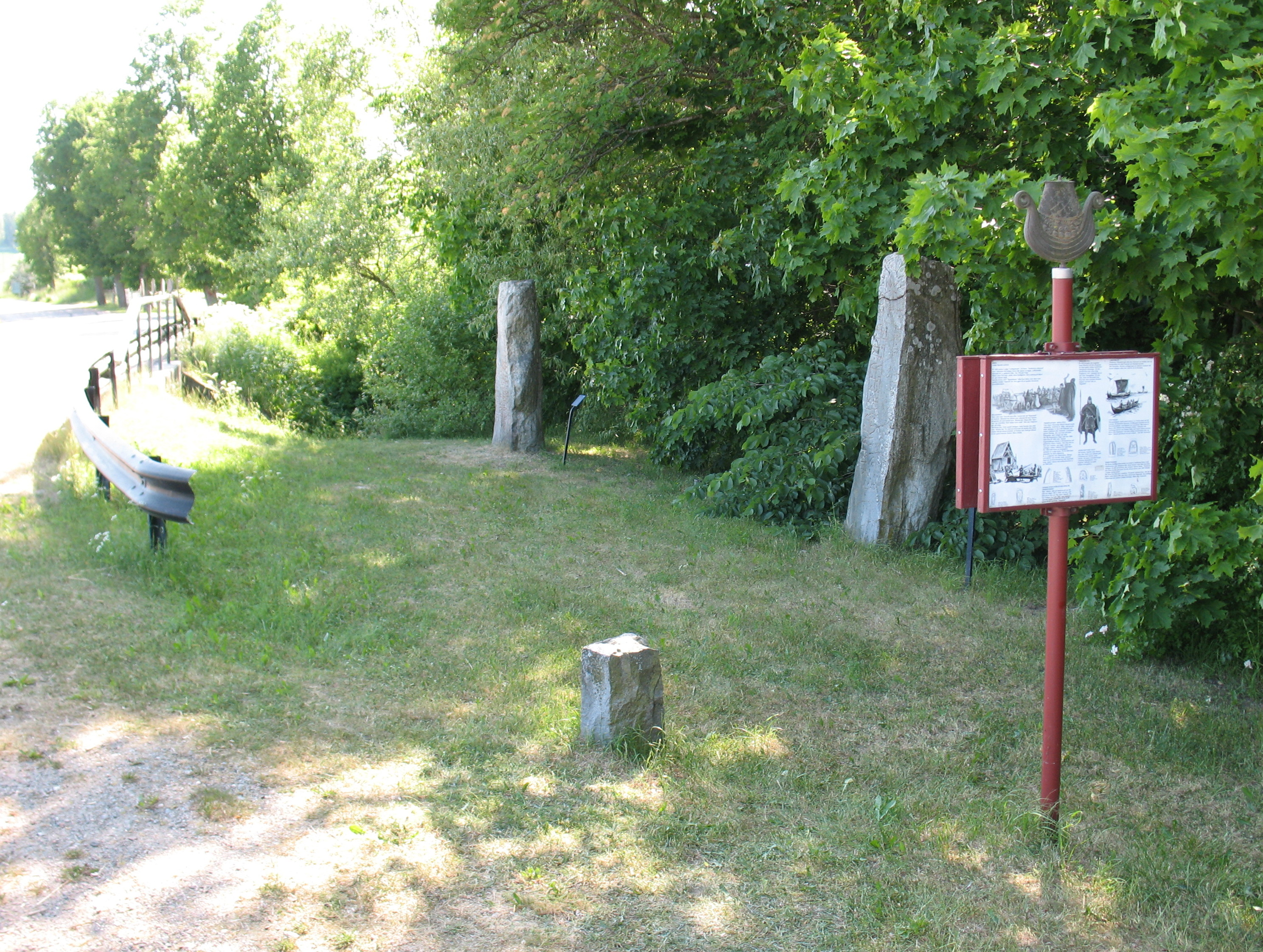
Runensteine an der Aspa Bro

Da die Inschriften nichts von ihrem Tod auf diesen Fahrten vermelden, scheinen sie heimgekehrt und später den so genannten Strohtod gestorben zu sein.
In der Nähe stehen die Runensteine an der Korpa bro. Vier weitere Runensteine stehen an der Aspa Bro.